# Tora Heckscher
Tora Heckscher, född 1975, är en svensk TV-producent och kommunikatör.
Heckscher har bland annat arbetat på SVT som exekutiv projektledare för realityserien Riket och Bingo Royale. Hon kom senare till TV4 där hon blev tillförordnad kanalchef för TV400 (från 2007 projektledare för kanalen), ett uppdrag som hon lämnade under 2009. Heckscher blev istället exekutiv producent inom TV4 med ansvar för program som Lotta på Liseberg. Hon lämnade TV4 i augusti 2013.
Istället blev hon pressekreterare hos Socialdemokraterna med start 19 september 2013. Efter valet arbetade hon i regeringskansliet.
År 2016 återvänder hon till TV-branschen, denna gång som underhållningschef hos Discovery Networks Sweden.
Efter en tid som producent på Nordisk Film TV bytte Heckscher spår igen och blev från den 1 september 2019 presschef på Unionen. I november 2021 utsågs hon till pressekreterare för kulturminister Jeanette Gustafsdotter. Hon var därefter pressekreterare för olika statsråd tills regeringsbytet hösten 2022. Därefter utsågs hon till presschef för TCO med tillträde 23 augusti 2023.